# Manuel Alfonso Galeano
Manuel Alfonso Galeano (12 de noviembre de 1920-31 de julio de 2010) fue un exmilitar argentino, que alcanzó la jerarquía de Coronel. Ocupó durante un mes exacto el cargo de interventor federal y Gobernador de facto de Misiones, del 28 de junio al 27 de julio de 1966, durante la presidencia de facto de Juan Carlos Onganía.

## Carrera
Galeano, perteneciente al arma de infantería, fue parte de la Revolución Argentina, que fue la que derrocó al entonces gobernador democrático Mario Losada.
Su hermano, el escribano Jorge Galeano se desempeñó como diputado Nacional por la provincia de Misiones, electo por la Unión Democrática y luego por la Unión Cívica Radical en las décadas de 1950 y 1960. Su sobrino, también llamado Jorge Galeano, ocupó diversos cargos públicos en Misiones.